# Geneva Open 1987
Il Geneva Open 1987 è stato un torneo di tennis giocato sulla terra rossa. È stata l'8ª edizione del torneo, che fa parte del Nabisco Grand Prix 1987. Si è giocato a Ginevra in Svizzera dal 14 al 21 settembre 1987.

## Campioni

### Singolare maschile
Claudio Mezzadri ha battuto in finale   Tomáš Šmíd con il punteggio di 6–4, 7–5

### Doppio maschile
Ricardo Acioly /  Luiz Mattar hanno battuto in finale  Mansour Bahrami /  Diego Pérez con il punteggio di 3–6, 6–4, 6–2